# Beroun (Teplá)
Beroun (německy Pern) je malá vesnice a část města Teplá v okrese Cheb v Karlovarském kraji. Nachází se asi 5,5 kilometru jihovýchodně od Teplé. Beroun leží v katastrálním území Beroun u Starého Sedla o rozloze 3,66 km².

## Název
Český název Beroun zavedl František Palacký v první polovině devatenáctého století na základě německých tvarů Pern a Bern. Původní český název vsi ale nejspíše zněl Berná a byl odvozen ze slova Brná. V písemných pramenech se jméno vsi objevuje ve tvarech: Perna (1272), Berni (1273), Zberun (1459), Pern (1654), Bern (1788), Pern (1838), Beraun nebo Pern (1848) a úředně Beroun (Perna) a Pern. Užíval se také lidový tvar Pen.

## Historie
První písemná zmínka o vesnici pochází z roku 1272.
Patří k nejstarším vesnicím na Tepelsku. Podle jedné z pověstí ji založili místní uhlíři, kteří v okolních lesích pálili dřevěné uhlí. Vesnice byla zničena v roce 1434 během husitských válek, byla však znovu obnovena. Farností patřil Beroun ke klášteru Teplá.
Muži z Berouna pracovali v nedalekém kamenolomu na svahu kopce Špičák (727 metrů), zvaném Stěnský lom. V okolí vesnice se také těžil živec. Vytěžená surovina se vozila nejprve koňskými potahy do blízkých porcelánek. Po otevření trati z Mariánských Lázní do Karlových Varů v roce 1898 se vozila na nádraží do Teplé, odkud následovala doprava po železnici. Od roku 1874 chodily děti do nově postavené jednotřídní školy, po první světové válce rozšířené na dvojtřídní. V roce 1928 bylo na budově školy přistavěno patro a chodily sem i děti z Heřmanova. Vyučování skončilo počátkem 70. let a od té doby budova školy chátrala. V polovině 90. let došlo k jejímu stržení.

## Obyvatelstvo
Při sčítání lidu v roce 1921 zde žilo 187 obyvatel, všichni německé národnosti. Všichni obyvatelé se hlásili k římskokatolické církvi.
| Rok                                                             | 1869 | 1880 | 1890 | 1900 | 1910 | 1921 | 1930 | 1950 | 1961 | 1970 | 1980 | 1991 | 2001 | 2011 | 2021 |
| --------------------------------------------------------------- | ---- | ---- | ---- | ---- | ---- | ---- | ---- | ---- | ---- | ---- | ---- | ---- | ---- | ---- | ---- |
| Počet obyvatel                                                  | 178  | 183  | 213  | 187  | 199  | 187  | 171  | 75   | 66   | 62   | 33   | 26   | 19   | 21   | 22   |
| Počet domů                                                      | 24   | 27   | 29   | 29   | 30   | 29   | 30   | 22   | 33   | 14   | 9    | 12   | 15   | 14   | 17   |
| V počtu domů v roce 1961 jsou zahrnuty i počty domů v Heřmanově |      |      |      |      |      |      |      |      |      |      |      |      |      |      |      |

## Obecní správa
Při sčítání lidu v letech 1850–1879 Beroun byl osadou obce Staré Sedlo v okrese Teplá. V letech 1919–1949 byl samostatnou obcí, se kterým patřil nejprve do okresu Teplá, ale v roce 1950 v okrese Toužim. V letech 1961–1974 byl opět částí obce Staré Sedlo v okrese Karlovy Vary. Od 1. ledna 1975 je částí města Teplá v okrese Karlovy Vary, ale od 1. ledna 2007 v okrese Cheb. V letech 1950–1959 k obci patřil Heřmanov.

## Další fotografie

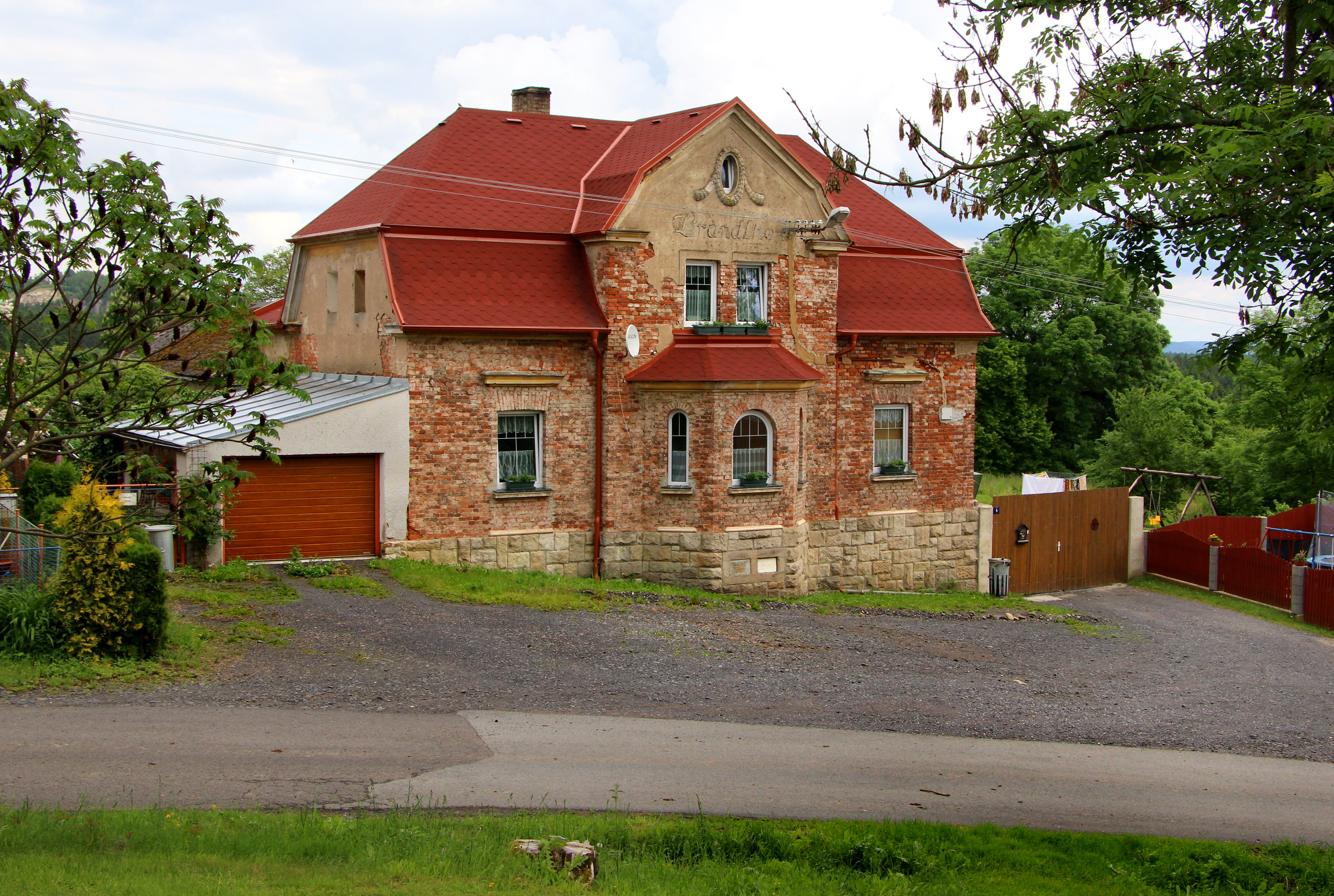
Dům čp. 4
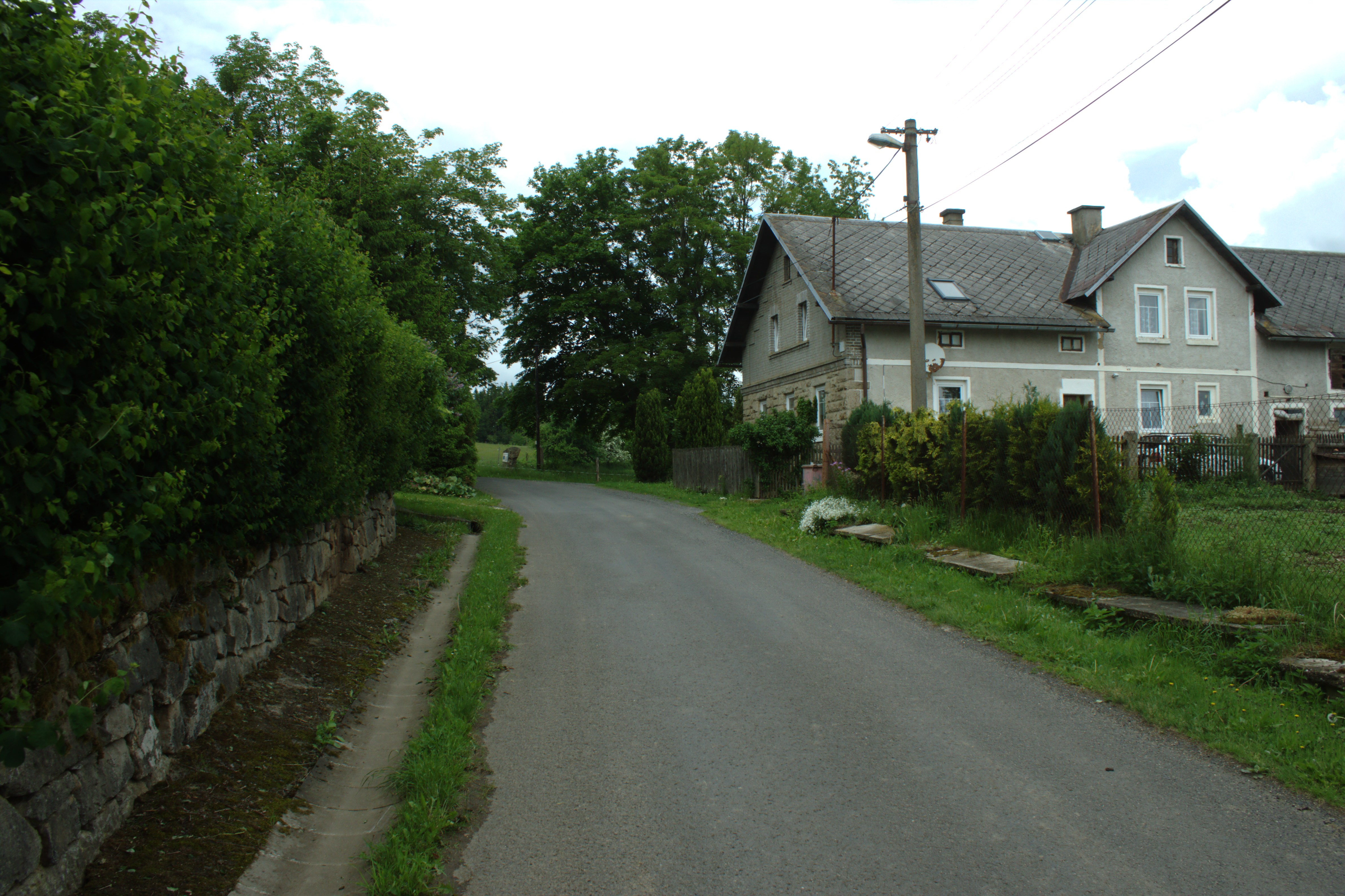
Příjezd k vesnici
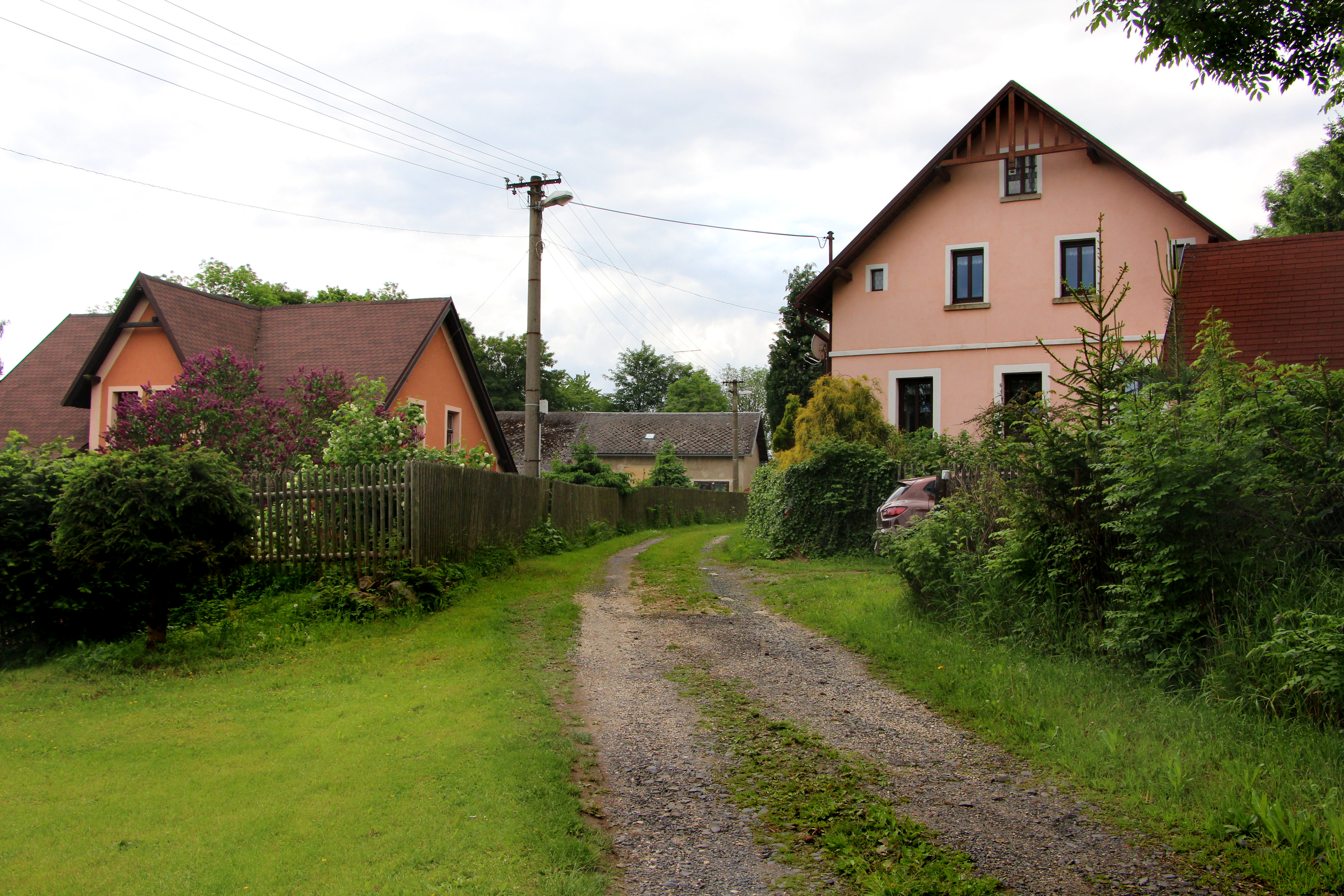
Jižní část vesnice